# Athrotaxis laxifolia
Athrotaxis laxifolia är en cypressväxtart som beskrevs av William Jackson Hooker. Athrotaxis laxifolia ingår i släktet Athrotaxis och familjen cypressväxter. IUCN kategoriserar arten globalt som sårbar. Inga underarter finns listade i Catalogue of Life.

## Bildgalleri

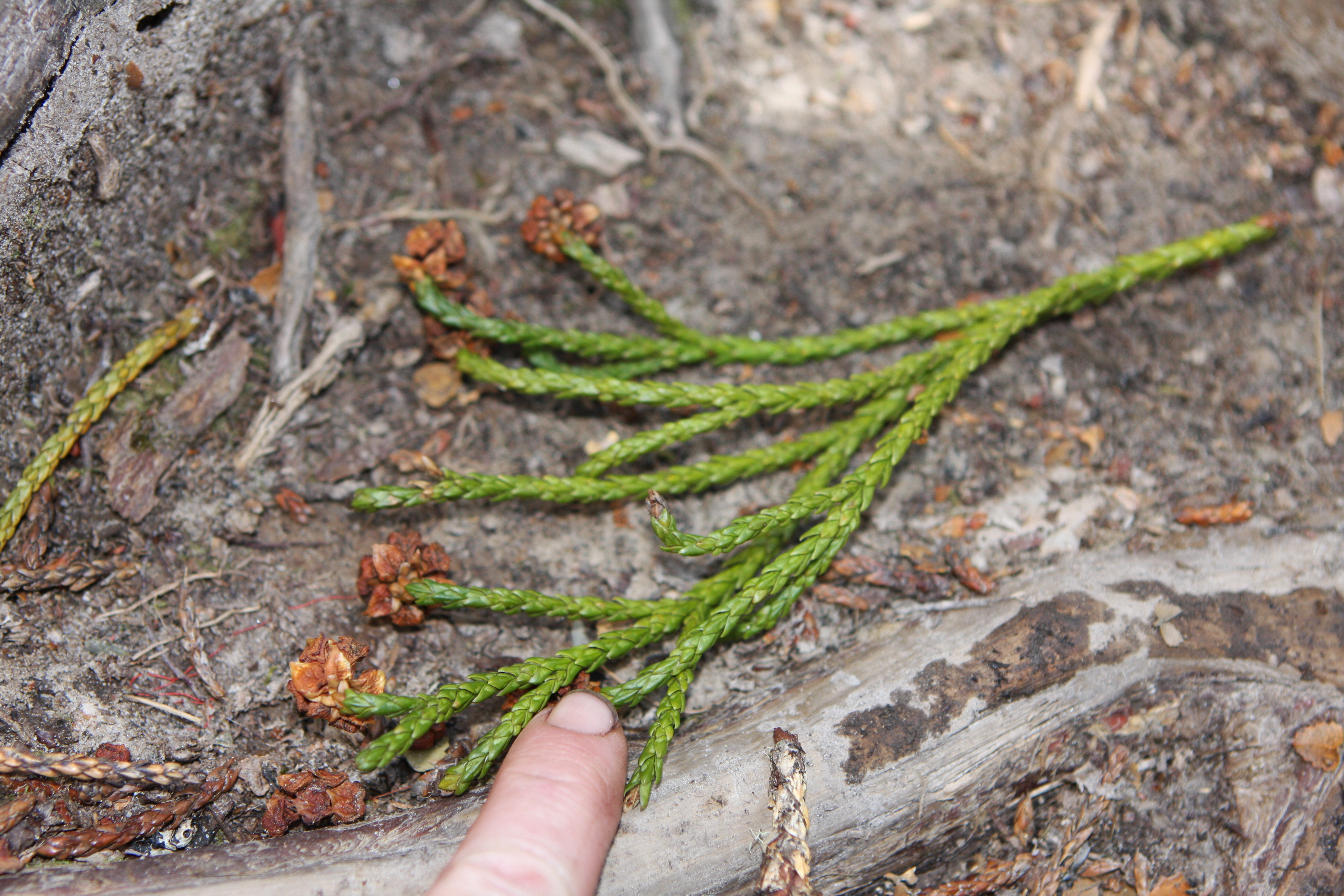
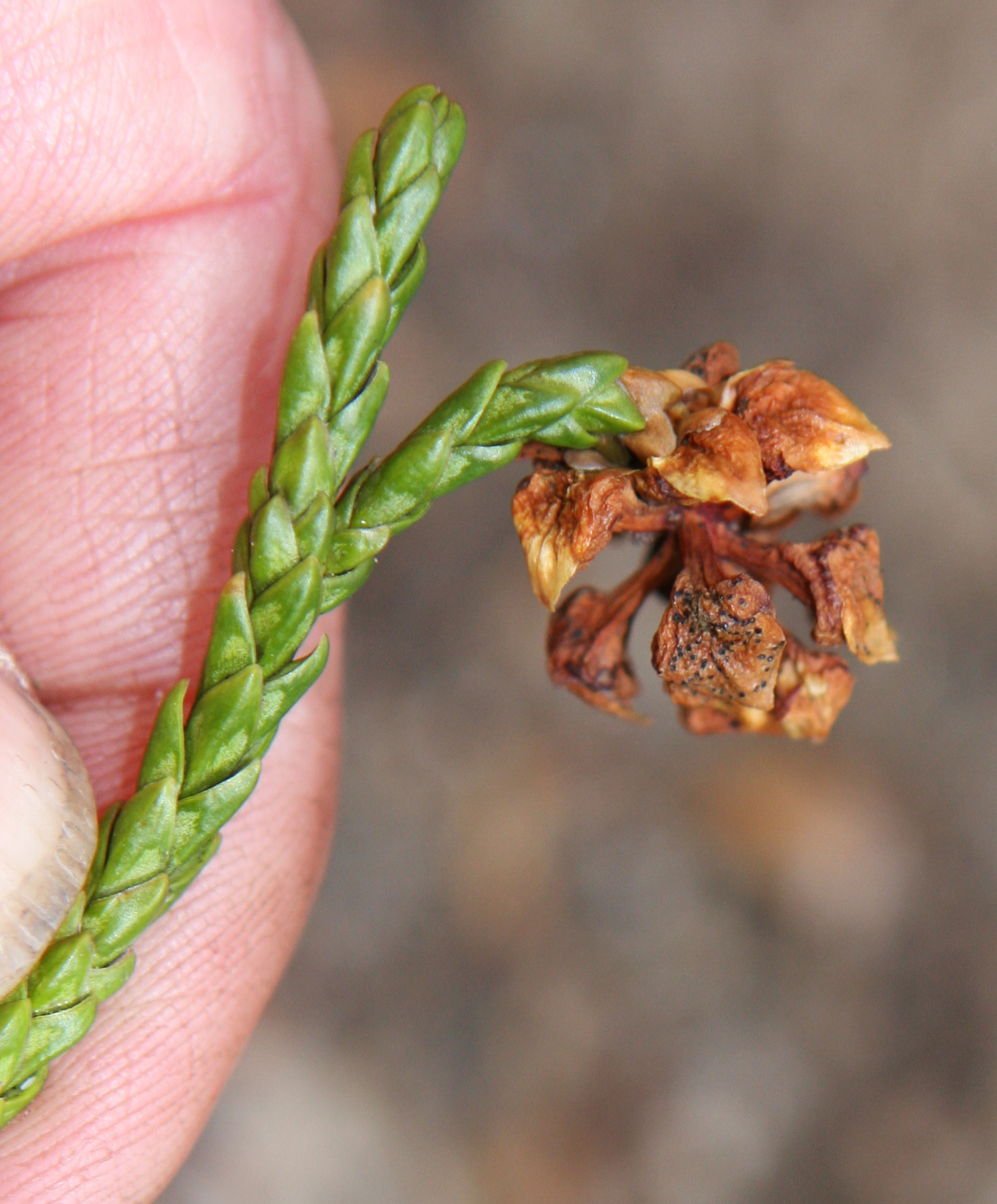